# Mîrne, Huleaipole
Mîrne (în ucraineană Мирне) este localitatea de reședință a comunei Mîrne din raionul Huleaipole, regiunea Zaporijjea, Ucraina.

## Demografie
Componența lingvistică a localității Mîrne
     Ucraineană (92,99%)
     Rusă (7,01%)
Conform recensământului din 2001, majoritatea populației localității Mîrne era vorbitoare de ucraineană (92,99%), existând în minoritate și vorbitori de rusă (7,01%).